# جبل كولشستر
جبل كولشيستر (بالإنجليزية: Colchester Mountain)‏ هو جبل يقع في جبال كاتسكيل في نيويورك شرق جنوب شرق والتون، نيويورك.